# Hotel Transsilvanien 2
Hotel Transsilvanien 2 (Originaltitel: Hotel Transylvania 2) ist ein Animationsfilm aus dem Jahr 2015 und die Fortsetzung des Filmes Hotel Transsilvanien (2012). Veröffentlicht wurde der Film am 25. September 2015 von Columbia Pictures. Der deutsche Kinostart war am 15. Oktober 2015.
Er wurde von Sony Pictures Animation (für die Animation) und Sony Pictures Imageworks produziert. Ein dritter Film, Hotel Transsilvanien 3 – Ein Monster Urlaub, kam am 16. Juli 2018 in die deutschen Kinos.

## Handlung
Seit den Ereignissen aus dem ersten Film sind sieben Jahre vergangen und es hat sich einiges geändert: Johnny und Mavis sind nun verheiratet und haben einen kleinen Sohn namens Dennis. Dieser hat allerdings keine vampirischen Eigenschaften, was sein Großvater Dracula nicht hinnehmen will. Mavis denkt sogar, dass es für Dennis besser wäre, bei ihren Schwiegereltern in Kalifornien zu wohnen. Dracula entschließt sich, seinen Enkel zu einem echten Vampir zu machen. Sollte ihm dies allerdings nicht bis zu dessen fünftem Geburtstag gelingen, würde es nicht mehr realisierbar sein. Er schickt daher Johnny und Mavis nach Kalifornien mit der Begründung, sie sollten sich etwas von ihren elterlichen Pflichten erholen und er würde währenddessen auf den Kleinen aufpassen. Dracula macht sich mit seinem Enkel und seinen Freunden Frank, Murray, Griffin, Wayne und Blobbi auf, um Dennis zu einem echten Monster zu machen. Als dies aber nicht funktioniert, was sowohl an den mangelnden Talenten von Dennis und seiner aus der Übung gekommenen Freunde liegt, fahren sie zu einem Vampir-Sommercamp, in dem Dracula selbst einst das Fliegen gelernt hat. Dracula muss dort aber erkennen, dass sich das Camp mittlerweile vollkommen verändert hat und praktisch nichts Monsterartiges mehr veranstaltet wird. Da er jedoch immer noch entschlossen ist, Dennis zu einem Vampir zu machen, klettert er mit ihm auf den alten, baufälligen und abgesperrten Sprungturm, der eigentlich nicht betreten werden darf. Von dort aus wirft er Dennis hinab, doch dieser verwandelt sich nicht in eine Fledermaus. Dracula kann ihn zwar noch rechtzeitig auffangen, doch er bekommt von dem Campleiter eine Standpauke. Dennis’ Sturz wurde indes gefilmt, als Video ins Netz gestellt und erreicht so Johnny und Mavis in Kalifornien, woraufhin Mavis sofort nach Transsilvanien aufbricht.
Als Dracula mit den anderen wieder im Hotel ankommt, werden sie dort bereits von der wütenden Mavis erwartet. Nun ist es für sie beschlossene Sache, dass sie mit Dennis abreisen wird, was Dracula sehr bekümmert. Vorher wollen sie aber noch Dennis’ fünften Geburtstag feiern, wozu die Großeltern und die anderen Verwandten kommen. Mavis erzählt, dass sie auch Draculas Vater Vlad eingeladen hat. Das beunruhigt diesen, weil Vlad eine tiefe Abneigung gegen Menschen hat. Daher behauptet er, die Feier wäre ein Maskenball, worauf sich die menschlichen Verwandten als Zombies verkleiden. Als Vlad erscheint, ist dieser von den fehlenden Fangzähnen seines Urenkels enttäuscht, schöpft aber keinen Verdacht, da er diesen einfach für einen „Spätzahner“ hält. Während eines Versuches von ihm, Dennis mit einem Schreck die Fangzähne zu entlocken, fährt Dracula ihn an, das wäre die Sache nicht wert. Dennis fühlt sich an der Sache schuldig und verlässt die Party. Dabei wird er aber von Vlads Diener, der Riesenfledermaus Bela gefangen, der Menschen abgrundtief hasst. Als Bela aber Dennis’ beste Freundin, das Werwölfchen Winnie bedroht, erwachen die Vampirinstinkte in ihm und er setzt sich zur Wehr. Bela ruft seine Fledermausgehilfen herbei, doch Dracula, Mavis, Johnny und all ihre Freunde kommen herbei und fahren bei dem Kampf wieder zu ihrer alten Stärke auf. Vlad, von den Einsatzkräften der Beteiligten sichtlich beeindruckt, schrumpft Bela und verbannt ihn, als dieser versucht, Johnny umzubringen. Mavis meint nun, dass sie angesichts von Dennis’ Vampirfähigkeiten nun doch im Transsilvanien bleiben könnten, was sie mit einer großartigen Geburtstagsfeier für Dennis würdigen.

## Hintergrundinformationen
- Der Name von Draculas Vater basiert auf dem rumänischen Fürsten Vlad Dracula, der Stoker einst zu seinem Roman inspirierte und somit Draculas geistiger Vater war.
- Als Regisseur und Darsteller in Dracula – Tot aber glücklich war Brooks schon mal an einem humoristischen Vampirfilm beteiligt.
- Johnnys Kostüm auf der Party ist von Gary Oldman aus dem Film Bram Stokers Dracula entnommen.
- Twinkle, Twinkle, Little Star ist ein bekanntes Kinderlied, auf der im 18. Jahrhundert entstandenen Melodie des französischen Volkslieds Ah ! vous dirai-je, maman.
- Sony entschied sich für die Produktplatzierung diverser elektronischer Artikel seines eigenen Sortiments in seinem Film, darunter sind Mobiltelefone der Marke Xperia, ein Notebook der Baureihe Vaio sowie ein Flachbildfernseher des Modells XBR-X900B zu sehen.[3]

## Synchronisation
Die deutschsprachige Synchronisation entstand bei der FFS Film- & Fernseh-Synchron nach dem Dialogbuch von Elisabeth von Molo, die auch die Dialogregie übernahm. Die musikalische Leitung übernahm Thomas Amper.
| Rolle                | Originalsprecher   | Deutscher Sprecher    |
| -------------------- | ------------------ | --------------------- |
| Dracula              | Adam Sandler       | Rick Kavanian         |
| Jonathan „Johnny“    | Andy Samberg       | Andreas Bourani       |
| Mavis                | Selena Gomez       | Palina Rojinski       |
| Dennis               | Asher Blinkoff     | Vicco Clarén          |
| Frankenstein „Frank“ | Kevin James        | Hans-Eckart Eckhardt  |
| Murray               | Keegan-Michael Key | Daniel Zillmann       |
| Wayne                | Steve Buscemi      | Tobias Lelle          |
| Winnie               | Sadie Sandler      |                       |
| Vlad                 | Mel Brooks         | Dieter Hallervorden   |
| Griffin              | David Spade        | Simon Desue           |
| Joggerin             | Melissa Sturm      | Christina Ann Zalamea |

## Produktion
Regisseur Genndy Tartakovsky erwähnte die Möglichkeiten einer Fortsetzung im Oktober 2012. Am 9. November 2012 wurde angekündigt, dass die Fortsetzung grünes Licht bekam, und die Veröffentlichung für den 25. September 2015 geplant sei.

### Musik
Im März 2015 wurde angekündigt, dass Mark Mothersbaugh, welcher beim ersten Film mitwirkte, nun wieder für die Musik verantwortlich sei.
Fifth Harmony nahm für den Film den Song I’m in Love with a Monster auf.

## Kritik
Nach Urteil von Andreas Staben von Filmstarts bietet der Film „clevere, mal alberne, jedoch meist lustige Gags“ und kommt mit „sanfter, nicht ganz überzeugender Toleranzbotschaft“ sowie einer „Prise Sentimentalität“ daher. Adam Sandlers „Handschrift“, der wie beim ersten Teil das Drehbuch mitverfasste, sei „deutlicher zu erkennen als noch in »Hotel Transsilvanien«“. Dass auch die Fortsetzung „zu einem kurzweiligen Familienvergnügen wird“, sei Regisseur Tartakovsky zu verdanken, denn er „setzt Akzente und trägt mit seinem Gespür für ausgefallene Details und gekonnt überdrehte Action wesentlich“ zum Erfolg bei. „Der Gegensatz zwischen den besonders begabten Außenseitern und den »normalen« Menschen wird“ beim Ausflug jenseits der „Mauern von Draculas Refugium für absonderliche Gestalten“ recht „schnell zum thematischen roten Faden des Films“. „Durch die vorhersehbare Schlusspointe wird das erwähnte Gleichheitspostulat zwar wieder unterlaufen und auch die späte Einsicht von Draculas menschenfeindlichem Vater Vlad wirkt wie ein bloßes Lippenbekenntnis“, so Staben. „In den Action-Sequenzen“, beispielsweise „Dennis‘ Sprung aus schwindelerregender Höhe samt Draculas Sturzflugrettung“, der „verstärkt durch den 3D-Effekt echtes Achterbahnfeeling aufkommen lässt“ und „ein visueller Höhepunkt des Films“ sei, „kann sich der frenetisch-exzentrische Stil von Regisseur Tartakovsky entfalten, den er bei Animationsserien wie »Dexters Labor« und »Samurai Jack« entwickelt hat.“ Mit „Freude an skurrilen Einzelheiten“ und „Anspielungen auf den Kanon der Kino-Monster“ von Frankenstein Junior bis Bram Stoker’s Dracula wird das Sequel „trotz fehlender erzählerischer Tiefe nicht langweilig“. Staben vergab für die „schwungvoll inszenierte Familienunterhaltung“ drei von fünf möglichen Punkten.
Der Film sei nach Einschätzung von Jörg Gerle vom Filmdienst eine „weitgehend alberne Fortsetzung des gruseligen Trickfilmspaßes, der vor allem jüngere Zuschauer ansprechen will“. Doch „dank netter Ideen, guter 3D-Effekte und der Synchronstimme von Dieter Hallervorden überragt die Fortsetzung qualitativ den ersten Teil“. Der Film erhielt drei von fünf möglichen Punkten.
Andreas Köhnemann von kino-zeit.de nennt den Film ein „Grusel-Gewusel vom Feinsten“. „Die Inszenierung“ kann „mit vielen kleinen, schönen Einfällen aufwarten“ und weiß mit „Tempo“ sowie „Gag-Dichte“ gleich „von der ersten Minute an“ zu überzeugen und „die ersten Lebensjahre des kleinen Dennis ziehen in rascher, stets amüsanter Folge am Publikum vorüber“. „Der Film ist ohne Zweifel ein raffiniert ausgeklügeltes Unterhaltungsprodukt, das den beachtlichen Erfolg des ersten Teils wiederholen beziehungsweise im Idealfall steigern will“, „dennoch wurde der Mix aus Gruselkino-Hommage, Familienkomödie und Message-Movie so umfassend mit Details versehen, dass er im Endeffekt doch mehr als eine filmische Cashcow ist“. Auf der einen Seite „setzen Drehbuch und Inszenierung selbstverständlich auf Altbewährtes“, auf der anderen Seite gelingt es der Fortsetzung „eine eigene Identität“ zu entwickeln, wenn sie sich mit „dem Thema »Erziehung« und den divergierenden Auffassungen darüber, was sinnvoll und was weniger sinnvoll für den Nachkommen ist“, befasst. Der Film sei damit „ein zwar konventionelles, aber fein gestaltetes Filmvergnügen, das aus den Erziehungsfragen einer Mensch-/Monster-Familie reichlich Humor gewinnt“.
„Das Sequel zum Überraschungserfolg »Hotel Transsilvanien« kombiniert erneut kunterbunten Familienspaß mit den Gruselikonen der Schwarz/Weiß- und Stummfilmzeit“, freut sich Antje Wessels von Quotenmeter. Der Film, der in den Anfangsminuten „einmal mehr mit einem Tabu bricht“ und nach Ein Königreich für ein Lama eine weibliche Figur in der Schwangerschaft zeigt, punktet neben diesen „innovationsähnlichen Spielereien“ vor allem mit der „Detailverliebtheit“ des Regisseurs „bei der Variation von Klischees“. Abstriche muss der Film dahingehend machen, dass er – ähnlich wie der im selben Kinojahr veröffentlichte Film Minions – „zwar ein kurzweiliger Spaß“ sei, jedoch dabei „aber nicht wie eine runde Geschichte, sondern wie eine Aneinanderreihung mehrerer Kurzgeschichten“ wirke, so dass „ein einheitlicher Rhythmus fehlt“. Moralisch ist die Fortsetzung mit dem ersten Teil vergleichbar, auch „die Figurenkonstellation ist mit der zu Teil eins nahezu identisch, wird mit dem kleinen Dennis und Draculas absolut konservativem Vater Vlad allerdings um zwei interessante Charaktere ergänzt.“ „Leider taucht Vlad“, der „die Rückständigkeit in Person“ verkörpert, „erst im letzten Drittel […] auf“. Doch „Langeweile kommt weder bei den kleinen, noch bei den großen Zuschauern auf“, denn „sein sehr hohes Grundtempo“ behält die Filmreihe auch bei seiner Fortsetzung bei. „Technisch“ bewegt sich der zweite Teil „auf identischem Niveau wie sein Vorgänger“ und die Synchronisation stelle „eine rundherum gelungene Arbeit“ dar. Insgesamt erweise sich der Film „als ein kurzweiliges, wenn auch nicht nachhallendes Filmerlebnis für die ganze Familie“.
„Die Monsterkomödie überzeugt wie der Vorgänger mit Erzähltempo und Gagdichte“, urteilt die Redaktion von TV Today. Der Film sei ein „liebenswert morbider Schabernack“, doch „für die Kleinsten wird’s dabei mitunter zu gruselig“. Der Film erhielt drei von drei möglichen Punkten.
Der erste Teil sei „ein grandioser Zeichentrickspaß“, urteilt Gunter H. Jekubzik von der Augsburger Allgemeinen, „doch die Fortsetzung ist mies“. Die Filmreihe startete im ersten Teil mit „mit einem Überschuss an Ideen“, doch „er reicht nicht ganz für den Nachfolger aus“. Die Fortsetzung starte „mit hoher Frequenz verrückter Ideen“, sei aber „zu niedlich“, obwohl sie phasenweise „schnell und witzig“ angelegt sei. „Erst in der letzten Viertelstunde bekommt die Handlung noch etwas Schwung, als mit dem Urgroßvater ein echter Vampir auftritt“, räumt Jekubzik ein. Wie eine „aufgesetzte Moral“ wirke das „Plädoyer für Toleranz“ nur „mäßig überzeugend“, somit sei das Sequel „als Nachfolger mächtig enttäuschend“.